# قلعة بكاس
قلعة بَكَاس، هي قلعة أثرية مندثرة في سوريا تبعد حوالي 8 كم عن مدينة جسر الشغور في محافظة إدلب، تقابل قلعة أخرى يقال لها الشغر وكانت القلعتان تشكلان معا تحصيناً واحداً يعرف بالشغر وبكاس.

## تاريخ القلعة
وصف ياقوت الحموي قلعة بَكَاس في معجم البلدان بأنها قلعة من نواحي حلب على شاطئ العاصي، ولها عين تخرج من تحتها، وتقابلها قلعة أخرى يقال لها الشّغر، بينهما واد كالخندق يقال له الشّغر.
في سنة 584هـ 1188م اتجه صلاح الدين إلى الشغر وبكاس لتحريرهما من أيدي الفرنجة بعد تحريره لقلعة صهيون، فرأى أن الفرنجة أخلوها وتحصنوا بقلعة الشغر، فدخل صلاح الدين إلى بكاس بدون قتال.
خربها المغول عام 658هـ 1260م. فرممها الملك الظاهر بيبرس في العصر المملوكي.
وفي نهاية سنة 1408م تعرضت القلعة لزلزال مدمر أدى إلى تهدمها ومقتل جميع من كان فيها إلا خمسون شخصاً.